# Kells (Kumbria)
Kells – dzielnica w Whitehaven, w Anglii, w Kumbrii, w dystrykcie (unitary authority) Cumberland. W 2011 dzielnica liczyła 2437 mieszkańców.